# Torrassa de San Pedro Mártir
La Torrassa de San Pedro Mártir, també conegut com a castell de San Cristóbal, està situat al barri mariner de San Cristóbal en la costa est de la ciutat de Las Palmas de Gran Canaria, Gran Canària, (Canàries, Espanya).

## Història
Va ser construït pel governador Diego Melgarejo en 1578 dins del pla integral de fortificació de la ciutat que va emprendre el Rei Felip II d'Espanya.
Reconstruït l'any 1638, a causa del que va sofrir després dels atacs a la ciutat de 1595 per Francis Drake i 1599 per Pieter van der Does. Hi ha cert nombre de torrasses en diversos paratges de la geografia de l'arxipèlag, seguint una certa línia de construcció d'iguals característiques. D'aquesta manera, es poden considerar bessons de la torrassa de San Pedro Mártir als castells de Gando, en Gran Canària, torre de San Andrés, en Tenerife, torre del Tostón i castell de Caleta de Fuste en Fuerteventura i torre de l'Àguila, en Lanzarote.
Fins a 1878 va seguir rebent un ús militar, any en el qual s'ordena el seu desartillament.

## Característiques
La seva forma és la d'una torre rodona, construïda mar endins sobre una gran roca. Aquesta roca va ser revestida d'argamassa amb el que l'edifici va prendre la forma actual i amb prou feines es va deixar espai en el seu interior. La seva superfície és de 219,04 m².
Després d'un procés de restauració el 1999, el seu estat actual de conservació és bo.
Va ser declarat Monument Històric Artístic el 22 d'abril de 1949 i es troba sota la protecció de la Declaració genèrica del Decret de 22 d'abril del mateix any, i la Llei 16/1985 sobre el Patrimoni Històric Espanyol.

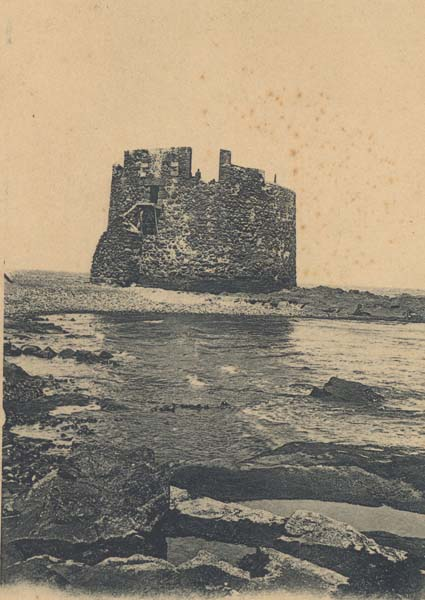
La torrassa en una fotografia presa entre 1890 i 1895.

## Altres fortificacions de la ciutat
- Castell de la Llum.
- Castell de Mata de Las Palmas de Gran Canaria.
- Castell de San Francisco de Las Palmas de Gran Canaria.
- Muralla urbana de Las Palmas de Gran Canaria.
- Fortalesa de Santa Catalina de Las Palmas de Gran Canaria.
- Torre de Santa Anna de Las Palmas de Gran Canaria.